# Instituto Milenio Fundamentos de los Datos
El Instituto Milenio Fundamentos de los Datos (IMFD) es un centro chileno de investigación interdisciplinaria dedicado al estudio, desarrollo y aplicación de métodos avanzados para la gestión, análisis e interpretación de datos. Fue creado en 2018 bajo el alero de la Iniciativa Científica Milenio, dependiente del Ministerio de Ciencia, Tecnología, Conocimiento e Innovación de Chile, tiene financiamiento estatal y funciona como una organización independiente sin fines de lucro.
El IMFD reúne a investigadores en ciencias de la computación, estadística, lingüística, ciencias sociales y derecho, con el fin de abordar desafíos complejos vinculados al ciclo de vida de los datos, el acceso a información pública y la toma de decisiones basadas en evidencia, y es un referente a nivel latinoamericano en la investigación de frontera y multidisciplinaria en torno a los problemas fundamentales en materia de datos.

## Historia
El instituto es una evolución del Centro de Investigación de la Web Semántica. El Instituto Milenio Fundamentos de los Datos fue fundado en 2018 bajo la dirección de Marcelo Arenas, académico del Departamento de Ciencia de la Computación de la Pontificia Universidad Católica de Chile, y Pablo Barceló, en ese momento académico de la Facultad de Ciencias Físicas y Matemáticas de la Universidad de Chile, tras un concurso competitivo de la Iniciativa Científica Milenio, programa estatal orientado a promover la investigación de excelencia en Chile. 
Entre 2018 y 2021 contó con cinco líneas de investigación, sobre Datos Sociales, Datos Multimodales, Requerimientos Emergentes, Inteligencia Artificial y Estructuras de Información Robustas. En 2021, la línea de investigación sobre Inteligencia Artificial se adjudica un nuevo centro de investigación, el Centro Nacional de Inteligencia Artificial, CenIA, liderado por Álvaro Soto, por lo que desde esa fecha existen cuatro líneas de investigación en el Instituto Milenio Fundamentos de los Datos.
Actualmente es dirigido por Juan Reutter, académico del Departamento de Ciencia de la Computación de la Pontificia Universidad Católica de Chile y Aidan Hogan, director del Departamento de Ciencias de la Computación de la Universidad de Chile.
Es albergado conjuntamente por la Pontificia Universidad Católica de Chile y la Universidad de Chile, e integra además a investigadores de otras instituciones como la Universidad de Concepción, la Universidad de Talca, la Universidad Adolfo Ibáñez, la Universidad Mayor y la Universidad San Sebastián. 

## Misión y objetivos
La misión del IMFD es generar conocimiento fundamental y aplicado sobre el ciclo de vida de los datos, con énfasis en el desarrollo de algoritmos, modelos estadísticos, estructuras de datos y tecnologías que permitan un uso responsable, ético y eficiente de grandes volúmenes de información.
Entre sus principales objetivos destacan:
- Desarrollar marcos teóricos y herramientas computacionales para la gestión de datos complejos.
- Fortalecer la toma de decisiones públicas y privadas mediante evidencia basada en datos.
- Contribuir a la formación de capital humano avanzado en ciencia de datos.
- Impulsar la reflexión ética y legal sobre el uso de datos personales y públicos.

## Líneas de investigación
La estructura científica del IMFD se organiza en torno a cuatro ejes, que corresponden a sus principales líneas de investigación. Estos grupos de trabajo buscan abarcar el ciclo completo de los datos —desde su adquisición hasta el análisis y la generación de conocimiento—, integrando enfoques teóricos y aplicados en distintas disciplinas.

### Datos Sociales: Datos para el estudio de problemas sociales complejos[7]
Esta línea de investigación reúne a especialistas en ciencias de la computación, estadística y ciencias sociales para estudiar fenómenos sociales complejos mediante técnicas avanzadas de análisis de datos. El enfoque principal es desarrollar herramientas de diagnóstico innovadoras que integren múltiples variables y perspectivas disciplinares.
La metodología se basa en un enfoque mixto, que combina métodos cualitativos (como trabajo etnográfico y entrevistas) con cuantitativos (como modelamiento estadístico y aprendizaje automático). Se pone especial énfasis en la triangulación de datos masivos con herramientas de las ciencias sociales, así como en la integración de datos provenientes de distintas unidades espaciales de análisis.
Los líderes de esta línea de investigación son Juan Pablo Luna, de la Escuela de Gobierno de la Pontificia Universidad Católica de Chile y Sergio Toro Maureira, director de la Escuela de Gobierno de la Universidad Mayor.
El equipo de trabajo de esta línea de investigación está conformado por Juan Reutter (Departamento de Ciencia de la Computación de la Pontificia Universidad Católica de Chile), Marcelo Mendoza (Departamento de Ciencia de la Computación de la Pontificia Universidad Católica de Chile), Carla Alberti (Instituto de Ciencia Política de la Pontificia Universidad Católica de Chile), Hans Löbel (Departamento de Ciencia de la Computación de la Pontificia Universidad Católica de Chile), Jocelyn Dunstan Escudero (Instituto de Ingeniería Matemática Computacional y Departamento de Ciencia de la Computación de la Pontificia Universidad Católica de Chile), Andres Abeliuk (Departamento de Ciencias de la Computación de la Universidad de Chile), Hugo Rojas (Departamento de Ciencias del Derecho Universidad Alberto Hurtado) y Domingo Mery (Pontificia Universidad Católica de Chile).

### Datos Multimodales[8]
El foco de esta línea es el estudio de grafos de conocimiento y datos multimodales, con el objetivo de desarrollar un motor de base de datos de grafos funcional y explorar nuevas técnicas de procesamiento para grafos que integren distintos tipos de datos, tales como texto, imágenes, audio, video, etc.
El equipo combina investigación algorítmica de frontera —incluyendo estructuras de datos, lenguajes de consulta, protocolos y sistemas de indexación— con técnicas de representación y aprendizaje automático para datos complejos. Además, esta línea incluye una importante componente de ingeniería de software, especialmente en el desarrollo de prototipos ligados al motor de base de datos de grafos.
El trabajo responde al creciente interés mundial por los grafos de conocimiento como solución para gestionar grandes volúmenes de información no estructurada, fortaleciendo las bases computacionales necesarias para su implementación eficiente y escalable.
Gonzalo Navarro, del Departamento de Ciencias de la Computación de la Universidad de Chile, y Diego Arroyuelo, del Departamento de Ciencia de la Computación de la Pontificia Universidad Católica, son los líderes de esta línea de investigación.
El equipo de investigación está constituido por Marcelo Arenas (Departamento de Ciencia de la Computación de la Universidad Católica de Chile), Domagoj Vrgoč (Instituto de Ingeniería Matemática y Computacional de la Universidad Católica de Chile), Renzo Angles (Departamento de Ciencia de la Computación, Universidad de Talca), Andrea Rodríguez Tastets (Facultad de Ingeniería, Universidad de Concepción), Claudio Gutiérrez (Departamento de Ciencias de la Computación de la Universidad de Chile) y Sebastián Ferrada (Iniciativa de Datos e Inteligencia Artificial, Facultad de Ciencias Físicas y Matemáticas de la Universidad de Chile).

### Métodos de consulta para requerimientos emergentes[9]
El objetivo es establecer los fundamentos teóricos y prácticos sobre los cuales se construirán las futuras plataformas y sistemas centrados en datos. Se enfoca en anticipar requerimientos emergentes —como eficiencia, explicabilidad, expresividad, equidad, privacidad diferencial, entre otros— y desarrollar herramientas capaces de abordarlos.
Desde una perspectiva teórica, se proponen nuevos formalismos, lenguajes y resultados computacionales basados en métodos formales. A nivel experimental, se diseñan e implementan sistemas prototipo para estudiar el comportamiento de estas herramientas en contextos de datos reales o sintéticos.
Este proyecto actúa como un puente entre el desarrollo conceptual y la validación empírica, impulsando avances en áreas clave como la inteligencia artificial explicable, la privacidad diferencial y la integración de estos métodos en sistemas orientados a grafos de conocimiento.
Pablo Barceló, del Instituto de Ingeniería Matemática Computacional de la Pontificia Universidad Católica de Chile, junto a Aidan Hogan, director del Departamento de Ciencias de la Computación de la Universidad de Chile son los líderes de esta línea de trabajo.
El equipo está conformado por Susana Eyheramendy (Facultad de Ingeniería y Ciencias, Universidad Adolfo Ibáñez), Éric Tanter (Departamento de Ciencias de la Computación de la Universidad de Chile), Jorge Baier (Departamento de Ciencia de la Computación de la Universidad Católica de Chile), Federico Olmedo (Departamento de Ciencias de la Computación de la Universidad de Chile), Cristian Riveros (Departamento de Ciencia de la Computación de la Universidad Católica de Chile), Leopoldo Bertossi (Universidad San Sebastián) y Matías Toro (Departamento de Ciencias de la Computación de la Universidad de Chile).

### Estructuras de información robustas[12]
Aborda los desafíos relacionados con la desinformación, los discursos de odio y la polarización, proponiendo soluciones computacionales y sociales para fortalecer la calidad de los sistemas de información y promover una comprensión más equilibrada de la realidad.
El enfoque combina ciencias de la computación, ciencias de la comunicación y ciencias políticas, integrando métodos mixtos para el análisis de fenómenos digitales y desarrollando nuevas metodologías para el procesamiento de grandes volúmenes de datos.
Entre sus áreas de investigación se incluyen: el estudio del surgimiento y propagación de desinformación, el análisis de la conversación incivil en plataformas digitales, y el desarrollo de herramientas computacionales para mejorar la robustez, explicabilidad y control en sistemas de recomendación, procesamiento de lenguaje natural y representación semántica.
Magdalena Saldaña, académica de la Facultad de Comunicaciones de la Pontificia Universidad Católica de Chile, junto a Sebastián Valenzuela, académico de la Facultad de Comunicaciones de la Pontificia Universidad Católica de Chile, son los líderes de esta línea de investigación, que en la que también trabajan Benjamín Bustos (Departamento de Ciencias de la Computación de la Universidad de Chile), Bárbara Poblete (Departamento de Ciencias de la Computación de la Universidad de Chile), Denis Parra (Departamento de Ciencia de la Computación de la Pontificia Universidad Católica de Chile), Felipe Bravo-Márquez, (Departamento de Ciencias de la Computación de la Universidad de Chile) y Ricardo Baeza-Yates, (Departamento de Ciencias de la Computación de la Universidad de Chile)

## Colaboración y Vinculación
El IMFD colabora con organismos gubernamentales, organizaciones internacionales y la sociedad civil, apoyando la organización de encuentros de investigación y aprendizaje en el área de ciencia de datos, datos sociales, inteligencia artificial y brecha de género en STEM. 
Ha establecido alianzas con instituciones internacionales como la Comisión Económica para América Latina y el Caribe (CEPAL), el Programa de Naciones Unidas para el Desarrollo (PNUD), la Organización para la Cooperación y el Desarrollo Económicos (OCDE), el Institut National de Recherche en Informatique et en Automatique (INRIA), el Linked Data Benchmark Council (LDBC)  y Wikimedia Chile.
Entre los organismos gubernamentales, el IMFD ha trabajado con el Ministerio de Desarrollo Social y Familia de Chile, el Ministerio de Transporte de Chile, la Superintendencia de Seguridad Social (SUSESO), y el Consejo Nacional de Innovación para el Desarrollo (CTCI), entre otros. También ha colaborado con el Instituto Milenio para la Investigación en Violencia y Democracia (Viodemos), el Centro de Estudios de Conflicto y Cohesión Social (COES), y el Núcleo Milenio de Desigualdades y Oportunidades Digitales (NUDOS).
En el área de vinculación con la sociedad civil, el proyecto Plataforma Telar (2019-2020) fue la primera iniciativa aplicada en Chile para estudiar en tiempo real las opiniones sobre la Convención Constitucional, difundida en alianza con CNN Chile. Además, el Instituto Milenio Fundamentos de los Datos crea podcast de difusión con contenidos basados en ciencia, como Ellas Programan (enfocado en brecha de género); Ciencia de Datos con Jocelyn Dunstan, y Hablemos de Datos, los fundamentos de la inteligencia artificial. 
En la organización de actividades de aprendizaje e investigación, el IMFD ha participado como organizador en la Escuela Internacional en Ciencias Sociales Computacionales en Uruguay, organizada en conjunto por el Instituto Milenio Fundamento de los Datos, el Centro Interdisciplinario en Ciencia de Datos y Aprendizaje Automático (CICADA/Udelar) y la Unidad de Métodos y Acceso a Datos (UMAD-FCS/Udelar); la Escuela de Verano en Ciencias Sociales Computacionales (SICSS), el MIT–Chile Human-Centered AI & Visualization Research Workshop, el Encuentro de Mujeres en Computación ChileWiC y KHIPU 2025. 
El instituto produce publicaciones revisadas por pares en revistas de prestigio en ciencias de la computación, estadística y ciencias sociales. Asimismo, organiza talleres, charlas públicas y encuentros académicos para promover un uso responsable y con impacto de los datos. 